# Bank van Israël
De Bank van Israël (Hebreeuws: בנק ישראל , Arabisch: بنك إسرائيل , Engels: Bank of Israel) is de centrale bank van Israël. De belangrijkste functies van de Bank behelzen het zorgen voor prijsstabiliteit door het instellen van de rente en het nemen van aanvullende maatregelen in het kader van het monetaire beleid, het toezicht en de regulering van het bankwezen en het beheer van de nationale deviezenreserves.
Het hoofdkantoor van de Bank is gelegen in de hoofdstad van Israël, Jeruzalem, met een bijkantoor in Tel Aviv. De huidige president is de Israëlisch-Amerikaanse Amir-Yaron (sinds 2018). Hij werd voorgegaan door Karnit Flug (sinds november 2013); zij was de eerste vrouw die deze positie bekleedde.
Het centrale rentetarief dat de Bank van Israël hanteert staat sinds maart 2015 op het historisch lage niveau van 0,10 procent.

## Geschiedenis
De Bank van Israël werd opgericht op 24 augustus 1954, toen de Knesset de Bank van Israëlwet aannam, op initiatief van de toenmalige minister van Financiën, Levi Eshkol. Het ministerie van Financiën droeg de regulerende functies en het monopolie op de uitgifte van bankbiljetten en muntuitgifte aan de nieuw gevormde bank over. Controle over de buitenlandse valuta werd pas in 1978 aan de bank overgedragen. De Bank werd volledig onafhankelijk in 1985 en sinds 1992, beheert de Bank haar monetaire beleid om zo te voldoen aan de inflatiedoelstelling van de Israëlische regering - te weten een prijsstabiliteit met een inflatiepercentage tussen de één en drie procent per jaar. Daarnaast beheert de Bank de deviezenreserves.
In 2010 werd de Bank van Israël door het Zwitserse International Institute for Management Development onder meer een eerste plaats toebedeeld op de lijst van meest efficiënte centrale banken ter wereld in de strijd tegen de economische crisis.